# Agilisaurus
Agilisaurus (que significa "lagarto ágil") foi uma espécie de dinossauro herbívoro e bípede que viveu durante o período Jurássico. Media entre 1,2 e 1,7 metros de comprimento e pesava cerca de 40 quilogramas.
O Agilisaurus viveu na Ásia e seus fósseis foram encontrados na China.

## Outras espécies
- Agilisaurus multidens (Não confirmado)